# IC 13
IC 13 — галактика типу Sbc (компактна витягнута спіральна галактика) у сузір'ї Риби.
Цей об'єкт міститься в оригінальній редакції індексного каталогу.